# Ювілейний хрест
Ювілейний хрест (нім. Jubiläumskreuz) — австро-угорська нагорода, заснована в 1908 р. з нагоди 60-ї річниці правління імператора Франца Йосифа І.

## Історія
Хрест заснований 2 грудня 1908 році з нагоди 60-ї річниці сходження на престол імператора Франца Йосифа I. Ним нагороджувалися придворні при цісарсько-королівському дворі. Ним нагороджувалися придворні при цісарсько-королівському дворі, цивільні державні службовці, військові Збройних сил Австро-Угорщини та жандарми. Критерієм нагородження для військових був трирічний термін служби в армії або на флоті з 2 грудня 1898 року по 2 грудня 1908 року, також нагорода передбачалася ветеранам Австро-італійської війни 1848–1849 рр. Іноземцям нагороду не присуджували.
Під час Першої світової війни військовим, які перебували в 1908 році в запасі, видавалися Військові ювілейні хрести.
Нагорода поділялася по кольорам стрічок на:
- Придворний ювілений хрест (нім. Jubiläums-Hofkreuz)

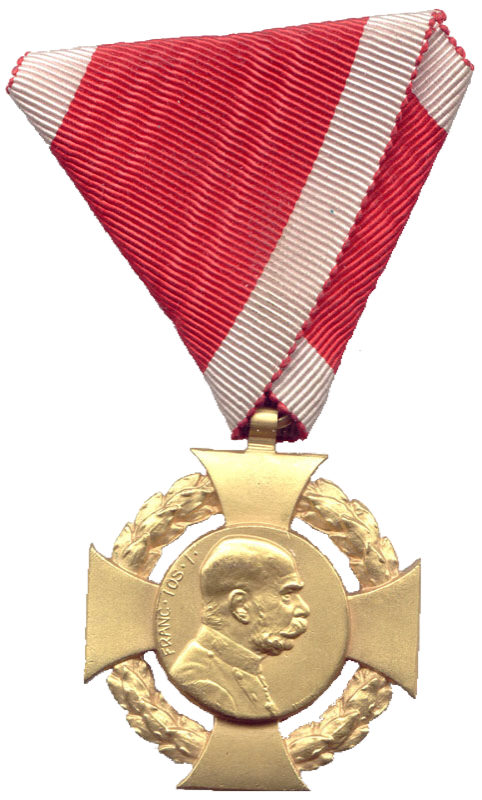
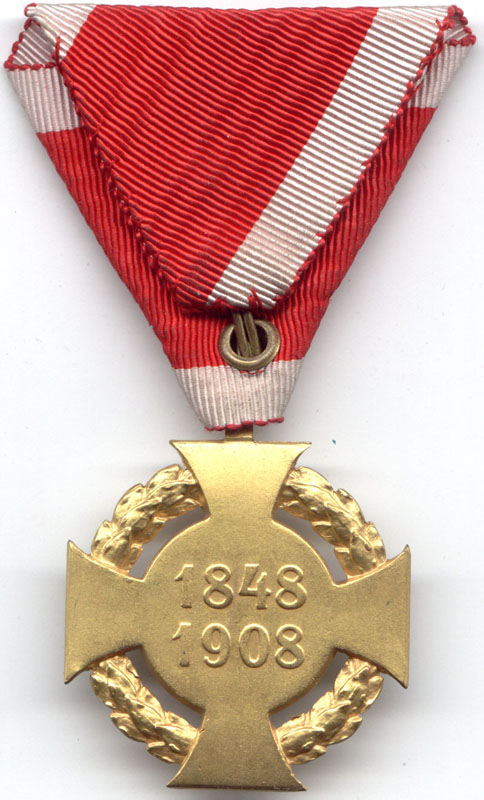

- Військовий ювілейний хрест (нім. Militär-Jubiläumskreuz)

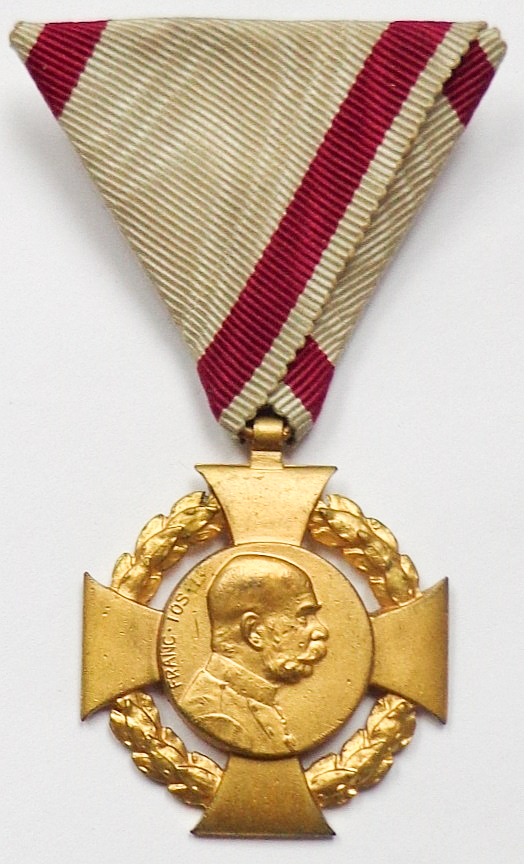
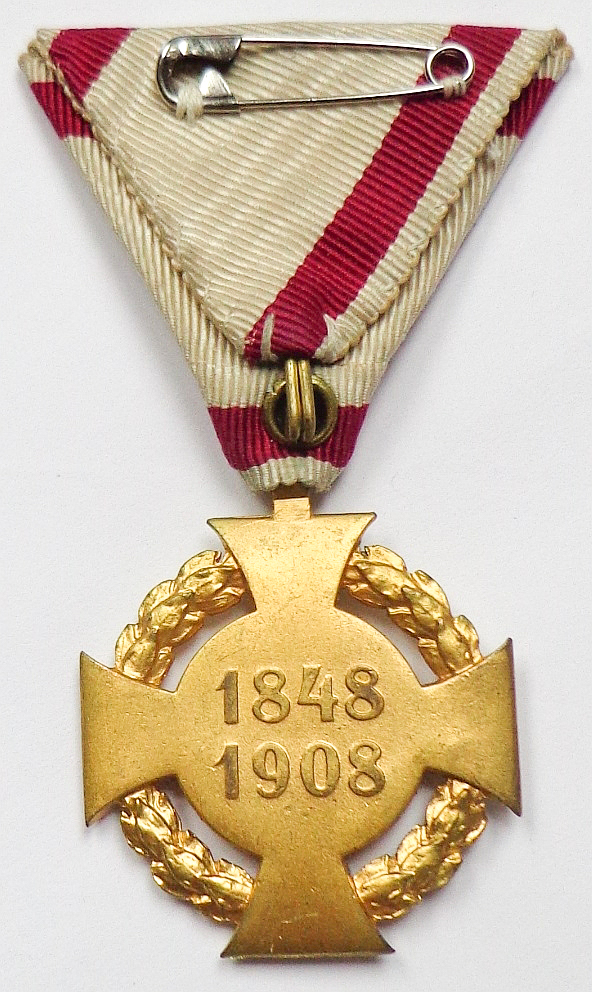

- Ювілейний хрест для цивільних службовців (нім. Jubiläumskreuz für Zivilstaatsbedienstete)

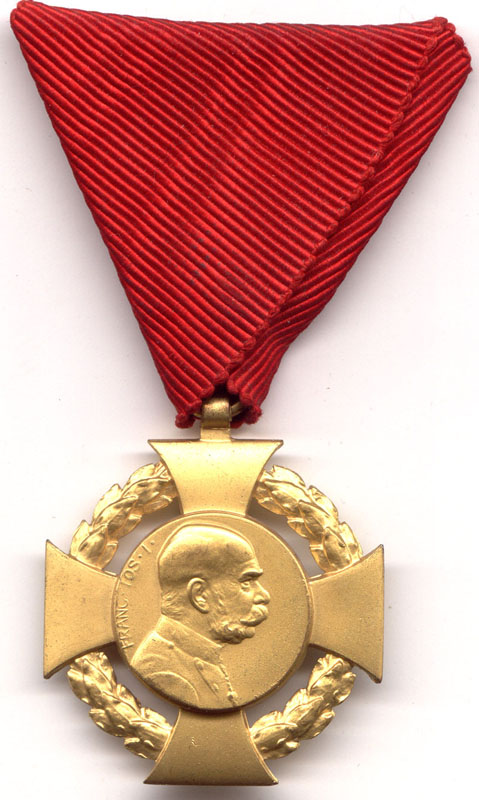
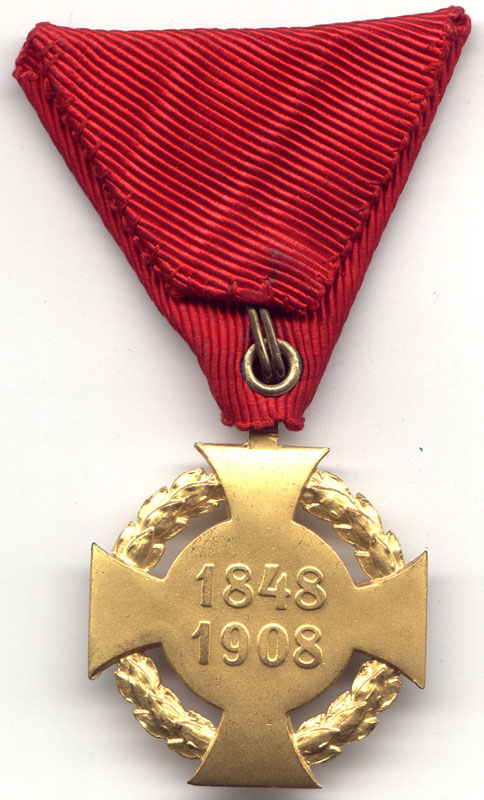

## Опис
Нагорода являє собою тамплієрський хрест діаметром 37 мм, обрамлений лавровим вінком, з медальйоном в центрі, діаметром 20 мм. На аверсі центрального медальйона розташований профіль імператора Франца Йосифа в маршальській формі, повернутий праворуч, ліворуч напис «FRANC·IOS·I·» (Франц Йосиф І). Тильна сторона гладка, на медальйоні роки «1848» (рік сходження на престол) та «1908» (рік заснування нагороди), розміщенні один над одним.
Матеріал ― латунь золотого кольору, дешевий металевий сплав міді та цинку.
Виготовленням нагороди займався австрійський медаліст Рудольф Маршал. 
Хрест носився з лівого боку грудей.

## Галерея нагороджених

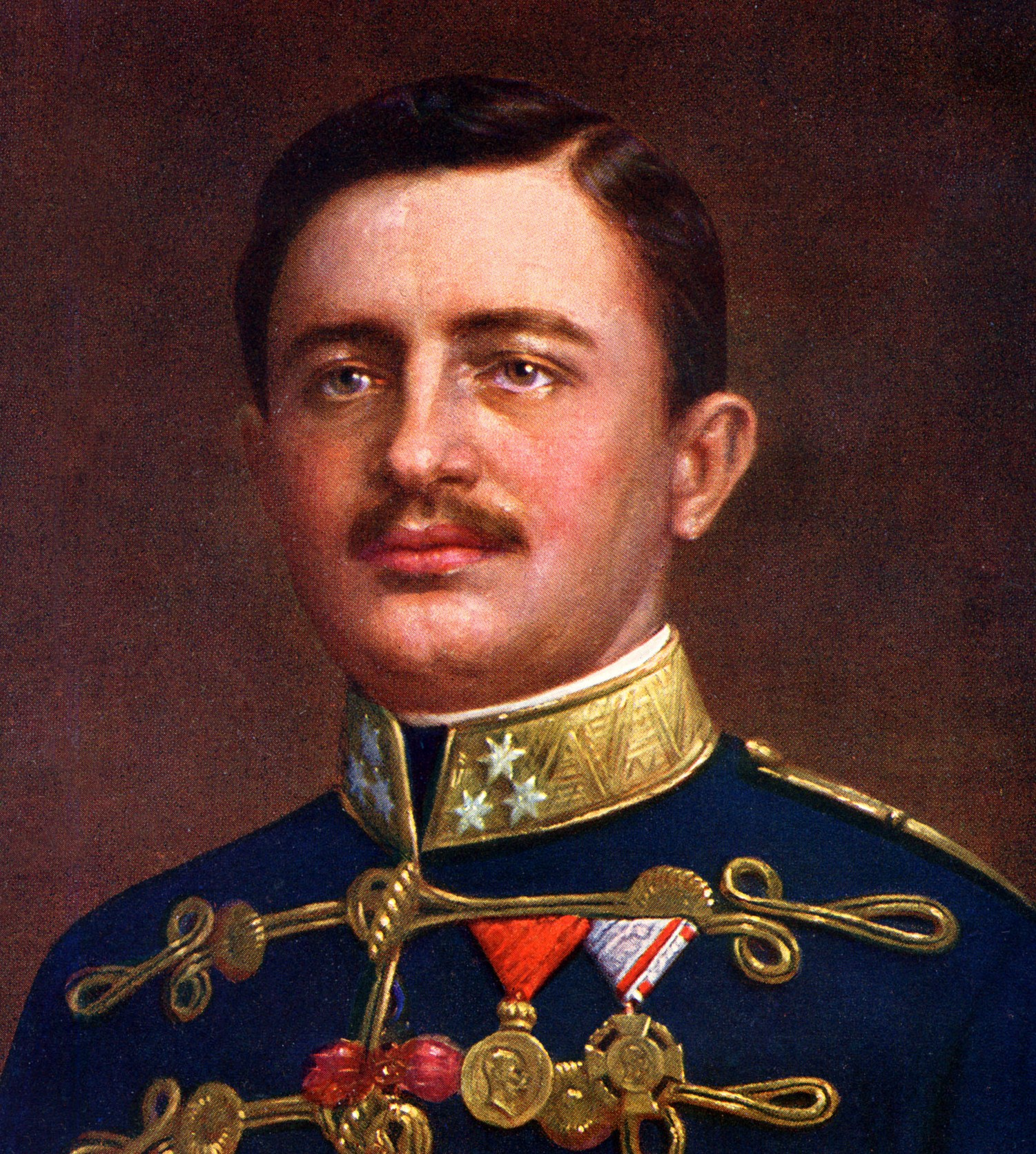
Імператор Карл І.
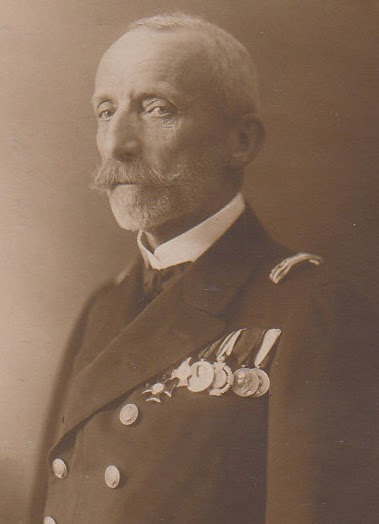
Ерцгерцог Карл Стефан Габсбург.
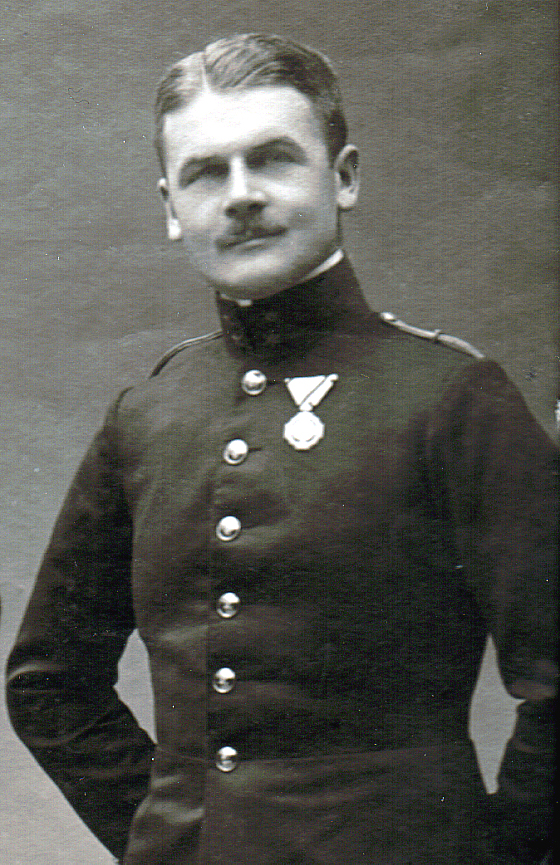
Людвіг фон Айманнсбергер.
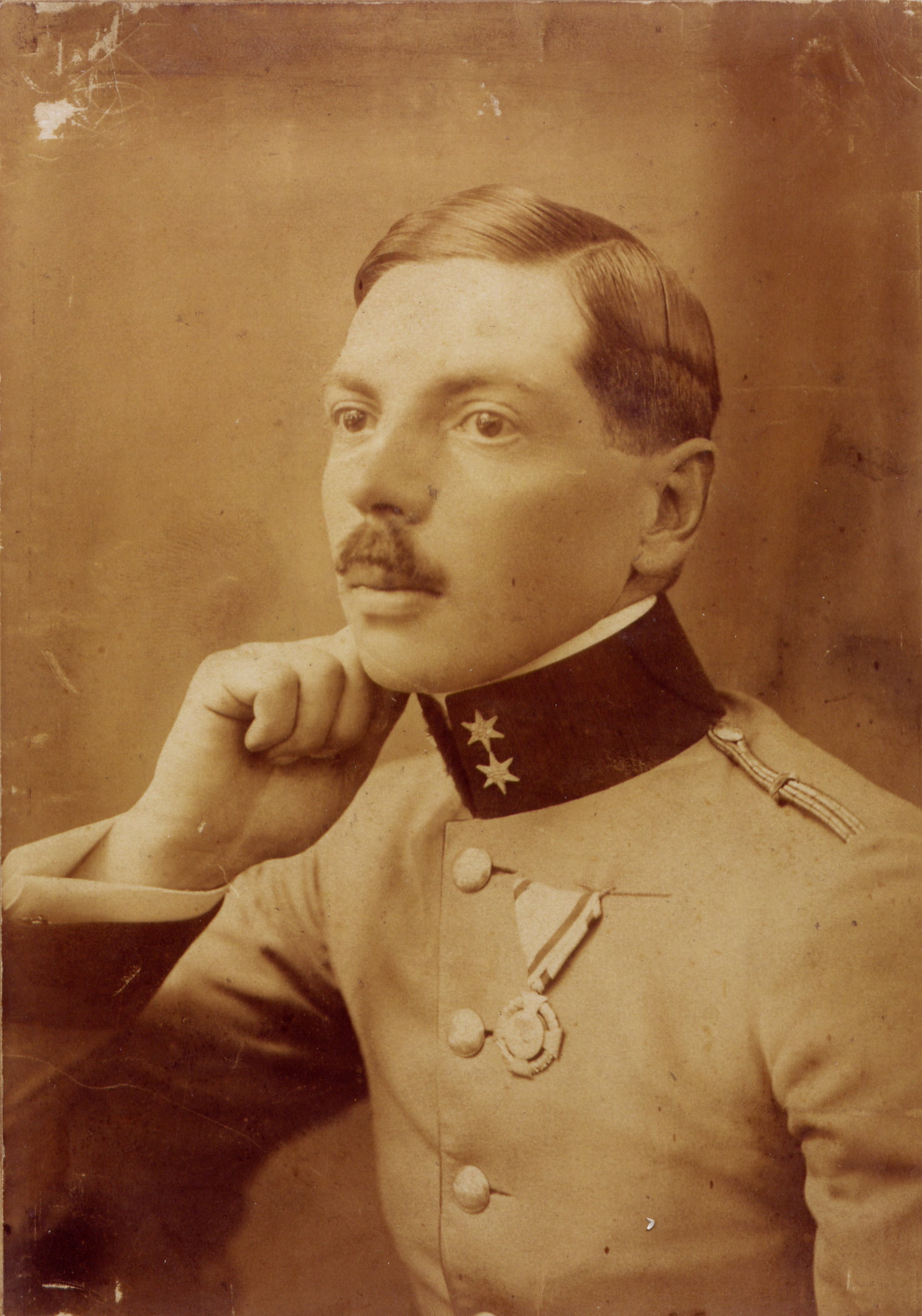
Лейтенант Камілло Брегант.